# Utklippan
Utklippan – szwedzka latarnia morska oraz nazwa określająca dwie małe wysepki: Södraskär (szkier południowy) oraz Norraskär (szkier północny). Latarnia morska działa od 1789 roku, używano w niej wówczas garnka Wulkana. Obecnie stojąca wieża, wybudowana w 1870 roku, zastąpiła starszą wieżę z 1840 roku, która była postawiona na szczycie starej fortecy. Lampa używała oleju rzepakowego do roku 1887, kiedy uruchomiono lampę ksenonową. Latarnia została zelektryfikowana w 1948 roku, natomiast od roku 1972 jest w pełni zautomatyzowana.
Szwedzka Administracja Morska (sv.: Sjöfartsverket), która jest właścicielem tej latarni ogłosiła, iż latem 2008 roku główne białe światło zostało wyłączone (światło obrotowe w dalszym ciągu działa). Uznano, że wyłączone światło nie jest już istotne dla żeglugi komercyjnej.
Na wyspie znajduje się mały hotel oraz stacja ornitologiczna (działa od 1964 roku), a sam archipelag jest rezerwatem przyrody od roku 1988. Znajduje się on na szlaku wielu ptaków wędrownych.